# Opel Meriva A
Der Opel Meriva ist ein Minivan des US-amerikanischen Automobilkonzerns General Motors, der als Vauxhall Meriva in Großbritannien, als Chevrolet Meriva in Südamerika und als Opel Meriva im Rest der Welt angeboten wurde.
Er basierte auf dem im Herbst 2000 präsentierten Opel Corsa C und wurde von General Motors do Brasil zusammen mit dem Opel-Entwicklungszentrum in Rüsselsheim entwickelt. Die europäische Version Opel und Vauxhall Meriva wurde von Frühjahr 2003 bis Herbst 2009 im Opel-Werk Figueruelas bei Saragossa in Spanien hergestellt, die lateinamerikanische Version bis 2012 im Werk São José dos Campos in Brasilien.

## Geschichte
Die Markteinführung des in Figueruelas (Spanien) produzierten Meriva war im Mai 2003.
| Sonstige Messwerte                        | Sonstige Messwerte                 |
| ----------------------------------------- | ---------------------------------- |
| CO2-Emission:                             | 140–190 g/km                       |
| Kraftstoffverbrauch kombiniert (EG-Norm): | 5,0–7,8 l/100 km                   |
| Sterne im Euro NCAP-Crashtest             | Vier Sterne im Euro-NCAP-Crashtest |

Der Common Rail Motor („CDTI“) wurde gemeinsam von GM Powertrain und Fiat entwickelt. Nach Beendigung des Joint Ventures teilen sich General Motors und Fiat die Rechte an diesem Motor, die Fertigung erfolgt aufgrund langfristiger Lieferverträge weiterhin bei Fiat. Der 1,3 CDTI der ECOTEC-Triebwerkfamilie von Opel wurde 2005 in der Klasse von 1,0 bis 1,4 l Hubraum zum Motor des Jahres gewählt.
2004 stand der Opel Meriva laut KBA auf Platz 16 auf der Liste der Neuzulassungen in Deutschland.
Bei Opel und Vauxhall wurde der Meriva A im Mai 2010 durch den Meriva B abgelöst, in Lateinamerika 2012 durch den allein in Brasilien entwickelten Chevrolet Spin, der auch in Bekasi in Indonesien produziert wird.

### Modellpflege
Im Januar 2006 erhielt der Meriva ein Facelift.
Die Querspange am Kühlergrill ist nun nicht mehr mittig, sondern wie bei allen aktuellen Opel-Modellen oberhalb des Grills platziert. Eine modifizierte Frontschürze mit neu gestalteten Nebelscheinwerfern (rund anstatt rechteckig), eine veränderte Gestaltung der Frontscheinwerfer mit Klarglas sowie verdunkelte Rückleuchten sind weitere Merkmale.
Im Januar 2007 erhielt der Meriva vom TÜV Deutschland die Bezeichnung „Mängelzwerg“. Er war damit laut TÜV-Statistik in der Kategorie der zwei- und dreijährigen Fahrzeuge dasjenige mit den geringsten Mängeln.

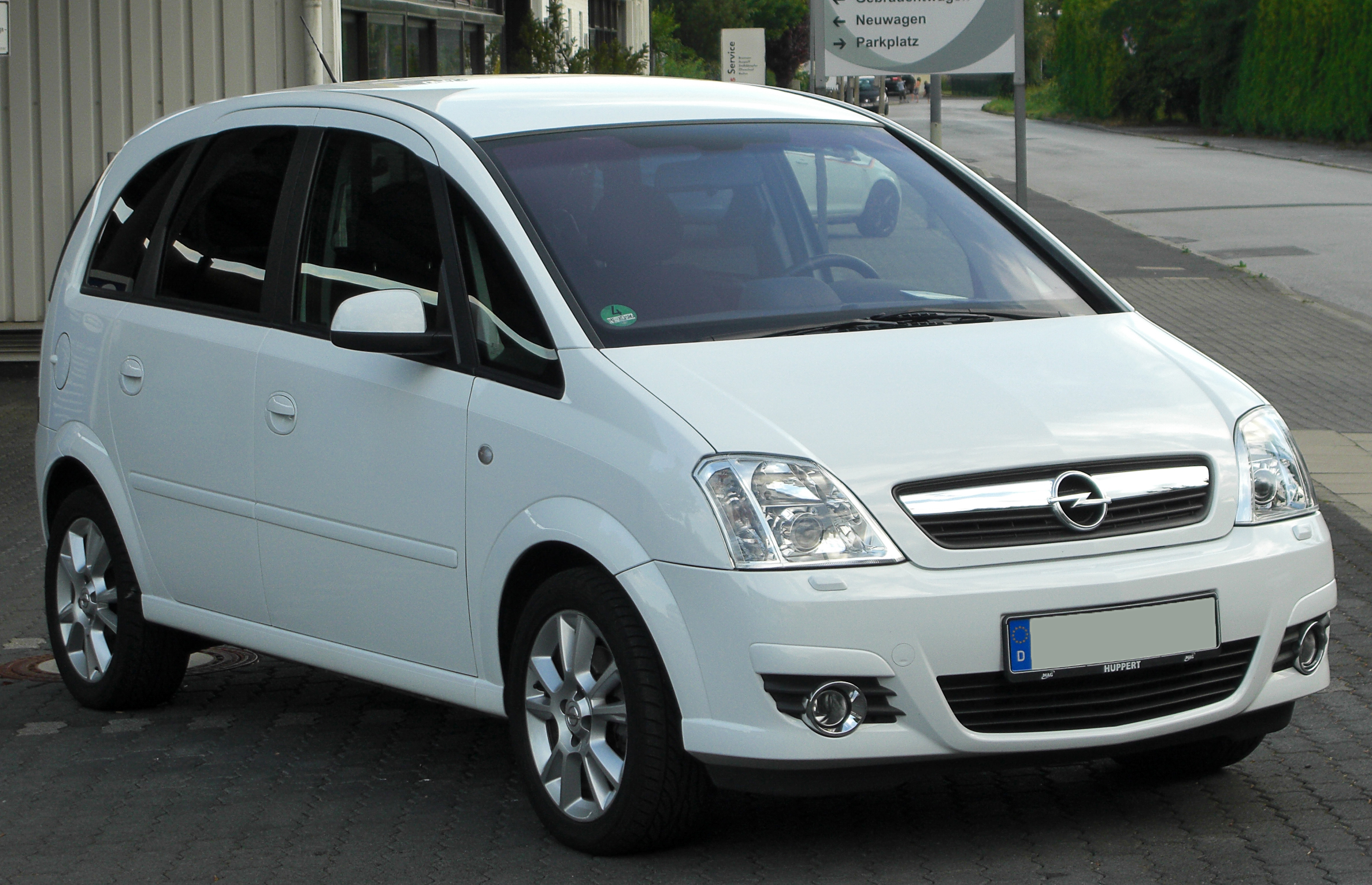
Opel Meriva (2006–2009)
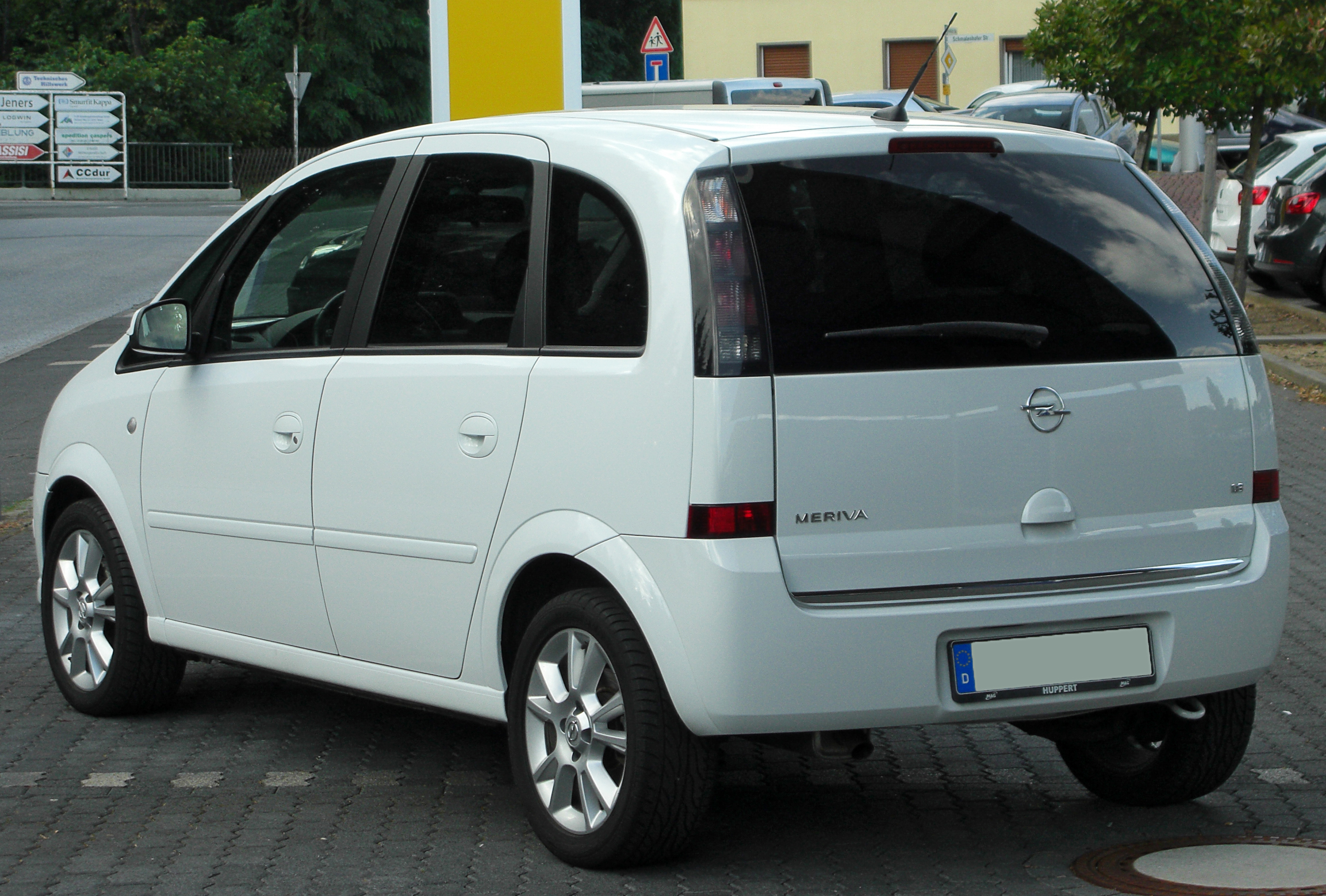
Heckansicht
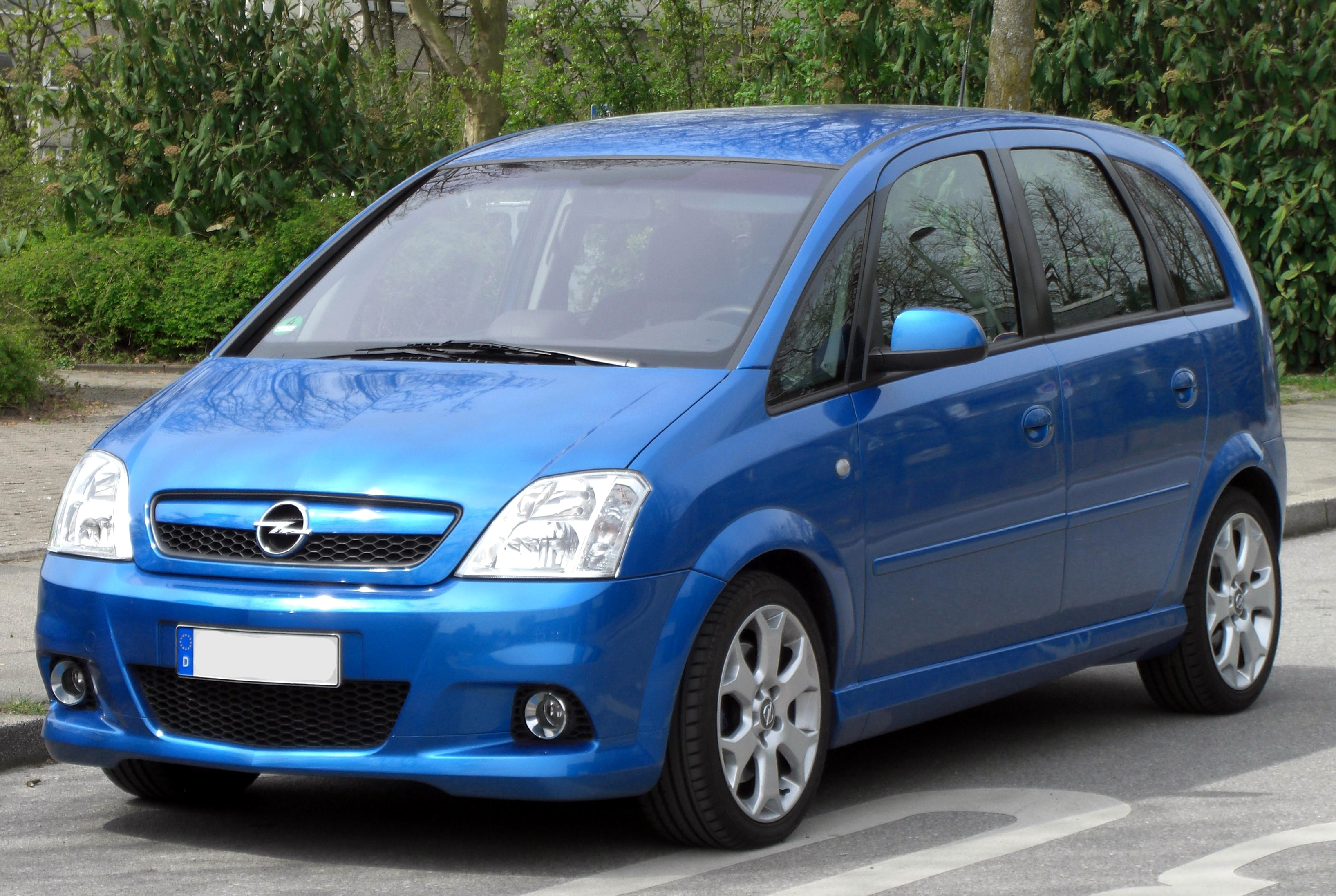
Opel Meriva OPC (2006–2009)

## Ausstattung
Das Basismodell Selection 110 Jahre (Stand: November 2008) besitzt vier Scheibenbremsen (vorn innenbelüftet) mit ABS incl. Bremsassistent, Front- und Seitenairbags, das elektronische Stabilitätsprogramm ESP Plus mit Traktionskontrolle TC Plus, eine geschwindigkeitsabhängige elektrische Servolenkung (EPS), Zentralverriegelung mit Funkbedienung, Lenksäule und Fahrersitz mit Höhenverstellung, Drehzahlmesser, elektr. verstell- und beheizbare Außenspiegel und einen doppelten Gepäckraumboden. Nur in Verbindung mit dem 1.7 CDTI-Motor ist beim Meriva Selection 110 Jahre auch eine Klimaanlage serienmäßig.
Die nächsthöhere Version Edition bietet zusätzlich elektrische Fensterheber, eine Klimaanlage, ein MP3-CD-Radio mit Lenkradfernbedienung, eine vordere Mittelarmlehne, zusätzliche Ablagefächer und diverse Zusatzbeleuchtungen (Leselampen etc.). In der aktuellen Ausstattung (November 2008) sind auch Nebelscheinwerfer enthalten.
Das Modell Cosmo wird seit Ende 2008 nicht mehr angeboten. Es verfügte über Leichtmetallräder, elektr. anklappbare Außenspiegel, einen Bordcomputer, Nebelscheinwerfer und ein Lederlenkrad. Statt seiner gibt es nun das Modell Innovation 110 Jahre serienmäßig mit Sitzheizung, Geschwindigkeitsregler und einem Parkpilot hinten.
Die beim Meriva OPC serienmäßigen Kopfairbags sind bei den anderen Modelle gegen Aufpreis erhältlich.
Ausstattungsvarianten: Essentia, Enjoy, Edition, Catch me, Catch me now, NAVI, Cosmo, INNOVATION, OPC, Selection

## Motoren
| Modell                | Motorkenn- zeichnung | Hubraum     | Leistung        | Verbrauch (l/100 km)       | Anmerkung                                 | Bauzeit         |
| Ottomotoren           | Ottomotoren          | Ottomotoren | Ottomotoren     | Ottomotoren                | Ottomotoren                               | Ottomotoren     |
| --------------------- | -------------------- | ----------- | --------------- | -------------------------- | ----------------------------------------- | --------------- |
| 1.4 LPG ecoFLEX       | Z14XEP               | 1364 cm³    | 64 kW (87 PS)   | Autogas: 8,1 / Benzin: 6,2 |                                           | 07/2009–11/2009 |
| 1.4 Twinport ecoFlex  | Z14XEP               | 1364 cm³    | 66 kW (90 PS)   | 6,2                        |                                           | 02/2004–11/2009 |
| 1.6                   | Z16SE                | 1598 cm³    | 64 kW (87 PS)   | 7,8                        | ersetzt durch 1.4 Twinport                | 03/2003–02/2004 |
| 1.6 (Ecotec)          | Z16XE                | 1598 cm³    | 74 kW (101 PS)  | 7,5                        | ersetzt durch 1.6 Twinport                | 03/2003–07/2005 |
| 1.6 Twinport (Ecotec) | Z16XEP               | 1598 cm³    | 77 kW (105 PS)  | 6,7                        |                                           | 08/2005–11/2009 |
| 1.6 Turbo (Ecotec)    | Z16LET               | 1598 cm³    | 132 kW (180 PS) | 7,8                        | nur in OPC-Variante (Sechsgang-Getriebe)  | 08/2005–11/2009 |
| 1.8 (Ecotec)          | Z18XE                | 1796 cm³    | 92 kW (125 PS)  | 7,3                        |                                           | 03/2003–11/2009 |
| Dieselmotoren         |                      |             |                 |                            |                                           |                 |
| 1.3 CDTI ecoFlex      | Z13DTJ               | 1248 cm³    | 55 kW (75 PS)   | 5,0                        | mit serienmäßigem Partikelfilter          | 08/2005–11/2009 |
| 1.7 DTI (Ecotec)      | Y17DT                | 1686 cm³    | 55 kW (75 PS)   | 5,5                        | ersetzt durch 1.3 CDTI                    | 03/2003–07/2005 |
| 1.7 CDTI (1) (Ecotec) | Z17DTH               | 1686 cm³    | 74 kW (101 PS)  | 5,2                        | mit Fünfgang-Getriebe ohne Partikelfilter | 03/2003–07/2005 |
| 1.7 CDTI (Ecotec)     | Z17DT                | 1686 cm³    | 74 kW (101 PS)  | 5,4                        | mit Sechsgang-Getriebe und Partikelfilter | 10/2006–11/2009 |
| 1.7 CDTI (1) (Ecotec) | Z17DTR               | 1686 cm³    | 92 kW (125 PS)  | 5,4                        | mit Sechsgang-Getriebe und Partikelfilter | 10/2006–11/2009 |

## Technische Daten
|                                                                | 1.4 TWINPORT ecoFLEX                      | 1.6 TWINPORT ECOTEC                       | 1.8 ECOTEC                                | 1.6 Turbo ECOTEC (OPC)                    | 1.3 CDTI ecoFLEX                            | 1.7 CDTI ECOTEC                             | 1.7 CDTI ECOTEC                             |        |
| -------------------------------------------------------------- | ----------------------------------------- | ----------------------------------------- | ----------------------------------------- | ----------------------------------------- | ------------------------------------------- | ------------------------------------------- | ------------------------------------------- | ------ |
| Motorbauart und Zylinderanzahl                                 | R4-Ottomotor mit Multi-Point-Einspritzung | R4-Ottomotor mit Multi-Point-Einspritzung | R4-Ottomotor mit Multi-Point-Einspritzung | R4-Ottomotor mit Multi-Point-Einspritzung | R4-Dieselmotor mit Common-Rail-Einspritzung | R4-Dieselmotor mit Common-Rail-Einspritzung | R4-Dieselmotor mit Common-Rail-Einspritzung |        |
| Hubraum                                                        | 1364 cm³                                  | 1598 cm³                                  | 1796 cm³                                  | 1598 cm³                                  | 1248 cm³                                    | 1686 cm³                                    | 1686 cm³                                    |        |
| max. Leistung (PS) bei 1/min                                   | 66 kW (90 PS) 5600                        | 77 kW (105 PS) 6000                       | 92 kW (125 PS) 6000                       | 132 kW (180 PS) 5500                      | 55 kW (75 PS) 4000                          | 74 kW (101 PS) 4400                         | 92 kW (125 PS) 4400                         |        |
| max. Drehmoment bei 1/min                                      | 125 Nm 4000                               | 150 Nm 3900                               | 165 Nm 4600                               | 230 Nm 2200–5500                          | 170 Nm 1750–2500                            | 260 Nm 2000                                 | 280 Nm 2300                                 |        |
| Getriebe, serienmäßig                                          | 5-Gang-Schaltgetriebe                     | 5-Gang-Schaltgetriebe                     | 5-Gang-Schaltgetriebe                     | 6-Gang-Schaltgetriebe                     | 5-Gang-Schaltgetriebe                       | 6-Gang-Schaltgetriebe                       | 6-Gang-Schaltgetriebe                       |        |
| Getriebe, optional                                             | −                                         | 5-Gang-Easytronic                         | 5-Gang-Easytronic                         | −                                         | −                                           | −                                           | −                                           |        |
| Höchstgeschwindigkeit                                          | 168 km/h                                  | 181 km/h 181 km/h (1)                     | 190 km/h 190 km/h (1)                     | 222 km/h                                  | 157 km/h                                    | 180 km/h                                    | 195 km/h                                    |        |
| Beschleunigung in s von 0–100 km/h                             | 13,8                                      | 13,3 14,3 (1)                             | 11,3 12,3 (1)                             | 8,2                                       | 17,8                                        | 12,8                                        | 10,9                                        |        |
| Kraftstoffverbrauch (nach EWG-Richtlinie, kombiniert l/100 km) | 6,2 S                                     | 6,7 S (1)                                 | 7,3 S (1)                                 | 7,8 SP                                    | 5,0 D                                       | 5,4 D                                       | 5,4 D                                       |        |
| CO2-Emission, kombiniert                                       | 148 g/km                                  | 159 g/km 159 g/km (1)                     | 174 g/km 174 g/km (1)                     | 187 g/km                                  | 135 g/km                                    | 146 g/km                                    | 146 g/km                                    |        |
| Abgasnorm nach EU-Klassifikation                               | Euro 4                                    | Euro 4                                    | Euro 4                                    | Euro 4                                    | Euro 4                                      | Euro 4                                      | Euro 4                                      | Euro 4 |